# Barranquilla FC
Corporación Deportiva Barranquilla Fútbol Club, często znany jako Barranquilla FC, jest kolumbijskim klubem piłkarskim z siedzibą w mieście Barranquilla. Drużyna występuje obecnie w drugiej lidze kolumbijskiej Primera B Colombiana.